# دیترویت (ایلینوی)
دیترویت (به انگلیسی: Detroit) یک منطقهٔ مسکونی در ایالات متحده آمریکا است که در شهرستان پایک، ایلینوی واقع شده‌است. دیترویت ۰٫۶۵ کیلومتر مربع مساحت و ۷۶ نفر جمعیت دارد.